# Décennie 1890 en arts plastiques
Chronologie des arts plastiques
Années 1880 - Années 1890 - Années 1900
Cet article concerne les années 1890 en arts plastiques.

## Événements
- 25 avril-22 mai 1890 : exposition d’estampes japonaises aux Beaux-Arts de Paris[1].
- 21 mai 1890 : Van Gogh s’installe à Auvers-sur-Oise, près de la maison du docteur Gachet[2].
- 27 juillet 1890 : à Auvers-sur-Oise, Vincent van Gogh se tire une balle en pleine poitrine et meurt deux jours plus tard[2]. Johanna, la veuve de son frère Théo rentre en Hollande en février 1891 avec la collection d'œuvres de son beau-frère et s'emploie à faire reconnaitre son œuvre.
- 23 août 1890  : Maurice Denis publie dans la revue Art et Critique le manifeste du style nabi, définition du néotraditionnisme[3].

- Décembre 1891 : première exposition nabis à la galerie Le Barc de Boutteville. quinze expositions intitulées Peintres impressionnistes et symbolistes y ont lieu entre 1891 et octobre 1897[4].

- 1er avril 1891 : Le peintre français Paul Gauguin part pour Tahiti qu'il atteint le 9 juin[5]. Il peint Femmes de Tahiti, L'Homme à la hache (1891), Quand te maries-tu ? et l’Esprit des morts veille (1892).

- Septembre 1892 : première exposition particulière Degas à la galerie Durand-Ruel[6].

- Août 1892 : le marchand Tretiakov fait don de sa collection de peintures à la ville de Moscou. Le musée ouvre officiellement le 15 août 1893[7].

- Vers 1892 : l'architecte Charles Rennie Mackintosh et l'artiste James Herbert MacNair rencontrent Margaret et Frances MacDonald à la Glasgow School of Art. Ils travaillent en collaboration dans le groupe connu sous le nom de « The Four » et deviennent des figures importantes de l'art et du design de la Glasgow School, participation britannique au mouvement de l'Art nouveau[8].
- Avril 1893 : parution du premier numéro de la revue britannique The Studio, liée aux courants Arts & Crafts et Art nouveau, dont Aubrey Beardsley  réalise la couverture[9].
- 1893 :  l'artiste américain Louis Comfort Tiffany met au point la technique artisanale de soufflage de verre « favrile » et commence à produire ses travaux de verre Art nouveau[10].

- 24 décembre 1894 : l'artiste tchèque Alfons Mucha conçoit une affiche dans le style Art nouveau pour l'actrice française Sarah Bernhardt qui joue dans Gismonda au Théâtre de la Renaissance. Le succès de l'affiche en janvier lance Mucha à Paris[11].

- 30 avril 1895 : première biennale d’art moderne à Venise[12].
- 27-28 août 1895 : inauguration du nouveau monument à Guillaume Tell à Altdorf, bronze réalisé par Richard Kissling[13].
- Novembre 1895 : Ambroise Vollard organise la première exposition personnelle des œuvres de Cézanne[14].

- 3 avril 1897 : fondation à Vienne (Autriche) du mouvement de la Sécession, par des artistes tels que Gustav Klimt ou Otto Wagner[15].
- 9 février 1897  : exposition au musée du Luxembourg de la collection de toiles impressionnistes léguée à l’État par Caillebotte en 1894. Une annexe est construite pour accueillir trente-huit œuvres impressionnistes sur les soixante-cinq du legs. L’affaire du legs Caillebotte fait scandale[16].
- 25 juin 1898 : ouverture du Musée national suisse à Zurich[17].
- 1898 : fondation de Mir iskousstva (Le Monde de l’Art), association de l'avant-garde artistique russe[18]. Elle publie du 9 novembre 1898 à décembre 1904 une revue éponyme dirigée par Serge de Diaghilev[19].
- 1899 : D'Eugène Delacroix au néo-impressionnisme, ouvrage de Paul Signac publiée par La Revue blanche[20].

## Réalisations
- 1888–1892 : L’Octroi, du douanier Rousseau.
- 1889-1890 :
  - le suisse Ferdinand Hodler peint La Nuit[21].
  - Le Chahut, toile de Seurat.
- Février 1890 : le peintre hollandais Vincent van Gogh peint Amandier en fleurs à Saint-Rémy-de-Provence.
- Mai 1890 : Van Gogh peint Chaumières à Auvers-sur-Oise, La route avec cyprès et ciel étoilé . En juin, il peint le Portrait d'Adeline Ravoux, le Portrait du Dr Gachet avec branche de digitale, La Maison blanche, la nuit et L'Église d'Auvers-sur-Oise.
- Juillet 1890 : Vincent van Gogh peint Le Jardin de Daubigny, Champ de blé aux corbeaux.
- 1890 :
  - Paul Gauguin peint La ferme au Pouldu.
  - Allée de peupliers aux environs de Moret-sur-Loing, tableau d'Alfred Sisley.
  - Moi-même, portrait-paysage, du douanier Rousseau.
  - Les Yeux clos, d'Odilon Redon.
  - Le Démon assis, toile de Mikhail Vroubel.
  - La Naissance de Vénus, de Jean-Léon Gérôme.
- 1890–1895 :
  - Paul Cézanne peint une série de tableaux intitulés les joueurs de cartes[22].
  - Après le bain, femme s'essuyant, pastel d'Edgar Degas.
- 1891 : 
  - Le Cirque, toile de Seurat[23].
  - le peintre français Henri de Toulouse-Lautrec peint l'affiche  Le moulin rouge.
  - Rochers à Huelgoat de Paul Sérusier[24].
  - Femmes au jardin, série de quatre panneaux de Bonnard[25],[26],[27],[28].
- 1891-1892 : La Goulue entrant au Moulin-Rouge, toile de Toulouse-Lautrec.
- 1891-1898 : Auguste Rodin réalise en plâtre une statue de Balzac. Présentée au Salon de 1898, elle est refusée par son commanditaire, la Société des gens de lettres et le modèle en bronze n'est fondu qu'en 1939[29].
- Février 1892 : Claude Monet commence la série des Cathédrales de Rouen[30].
- 1892 : 
  - Femmes au puits, toile de Signac[31].
  - La Fin royale et Manao Tupapau, de Paul Gauguin.
  - Vladimirka (La Route de Vladimir), tableau du peintre russe Isaac Levitan.
  - le peintre russe Ilia Répine peint Bouquet d'automne  et achève l’Arrestation du propagandiste[32].
- Vers 1892 : Jane Avril dansant, toile de Toulouse-Lautrec[33].

- 1893 : le peintre expressionniste norvégien Edvard Munch peint Le Cri (Der Schrei)[34].
- 7 avril-27 mai 1894[35] : La Guerre, du douanier Rousseau, est exposée aux Salon des indépendants à Paris[36].
- 1894 : 
  - l'artiste britannique Aubrey Beardsley illustre la Salomé d'Oscar Wilde[37].
  - Autoportrait au chapeau, peinture (1893-1894), et Oviri, sculpture, de Paul Gauguin.
- 1894-1895 :
  - Edvard Munch peint cinq versions de La Madone[38].
  - Au temps d'harmonie, de Paul Signac[39].
- 1896 :Le Clocher de Saint-Tropez, de Paul Signac.
- 1896-1897 : Claude Monet peint la série des Matinées, constituée de dix-sept tableaux dont plusieurs intitulés Bras de Seine près de Giverny.
- 3 avril au 31 mai 1897[35] : présentation de La Bohémienne endormie de Henri Rousseau au treizième Salon des indépendants.
- 1897 :
  - Boulevard Montmartre, Effet de nuit, toile de Camille Pissarro, qui fait partie d'une série de peintures sur le boulevard Montmartre réalisée la même année[40] (matinée de printemps, matin d'hiver, Mardi Gras).
  - Nevermore, toile de Gauguin.
  - Paul Gauguin peint Vairumati.
  - La Montagne Sainte-Victoire vue de Bibémus, toile de Paul Cézanne[41].
- 1897-1898 : D'où venons-nous ? Que sommes-nous ? Où allons-nous ? triptyque de Gauguin.
- 1898 :
  - Les Disciples Pierre et Jean courant au sépulcre le matin de la Résurrection, tableau d'Eugène Burnand.
  - le peintre Viktor Vasnetsov termine Les Bogatyrs, toile commencée en 1881.
  - Les Danseuses bleues, pastel d'Edgar Degas[42].
- 1899 :
  - Nuit d'été à Studenterlunden, tableau d'Edvard Munch.
  - le peintre français Paul Gauguin peint Les Seins aux fleurs rouges.
  - Portrait d'Ambroise Vollard, de Paul Cézanne.
  - Le Bassin aux Nymphéas, harmonie verte, de Monet.
  - Fille aux citrons, Bouguereau.
  - le peintre français d'origine britannique Louis Welden Hawkins peint Le foyer

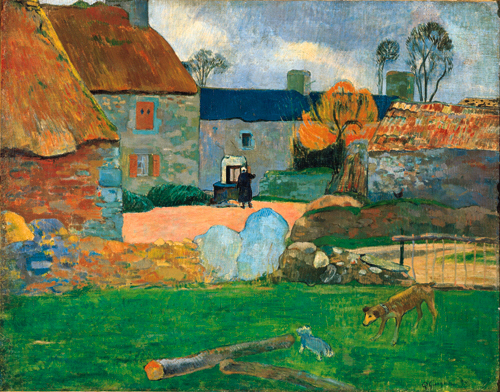
Le Toit bleu, ou Ferme au Pouldu, Paul Gauguin.
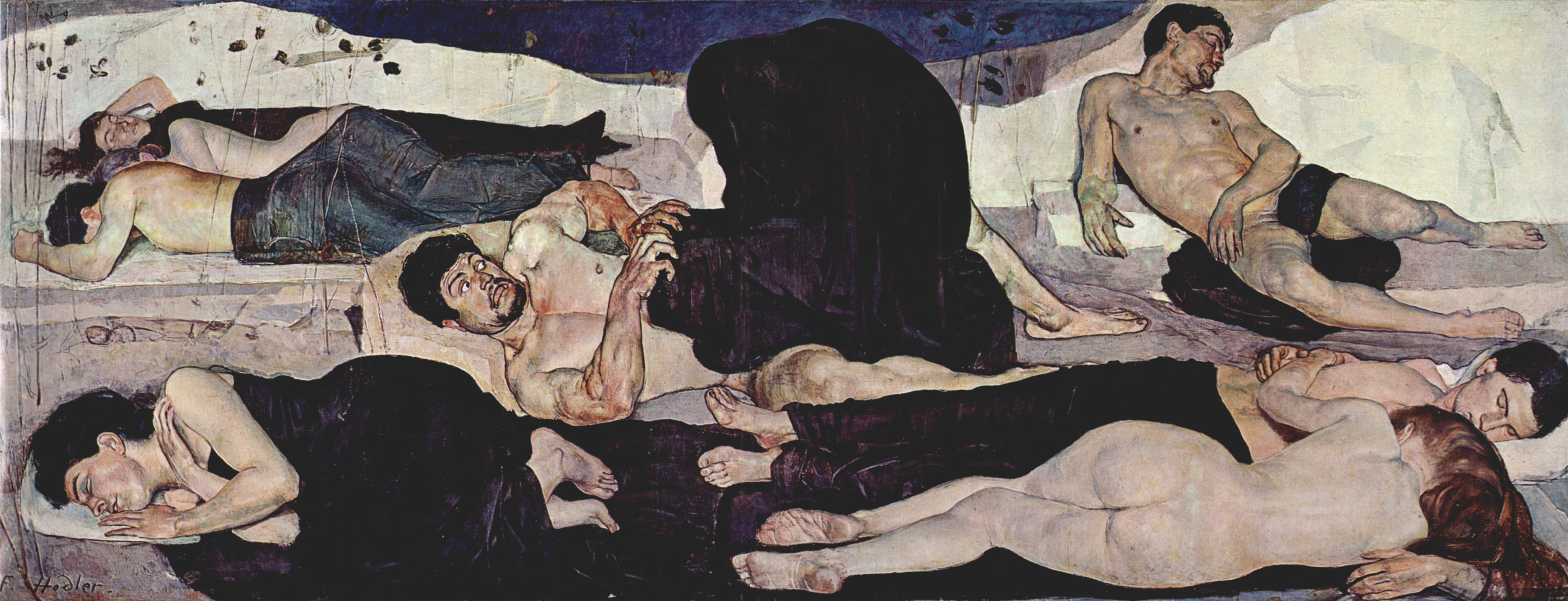
La Nuit, Ferdinand Hodler.
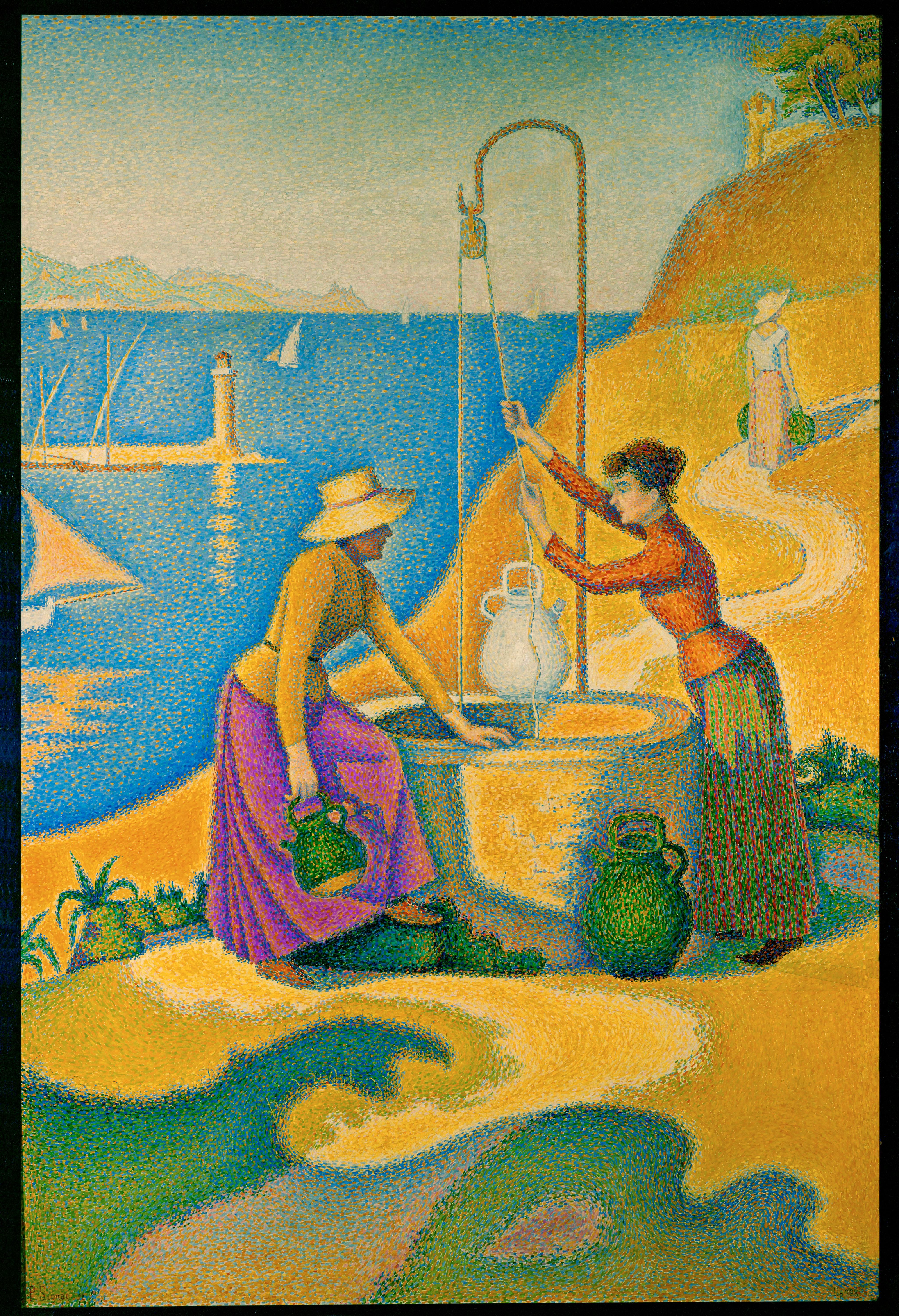
Femmes au puits, Signac.
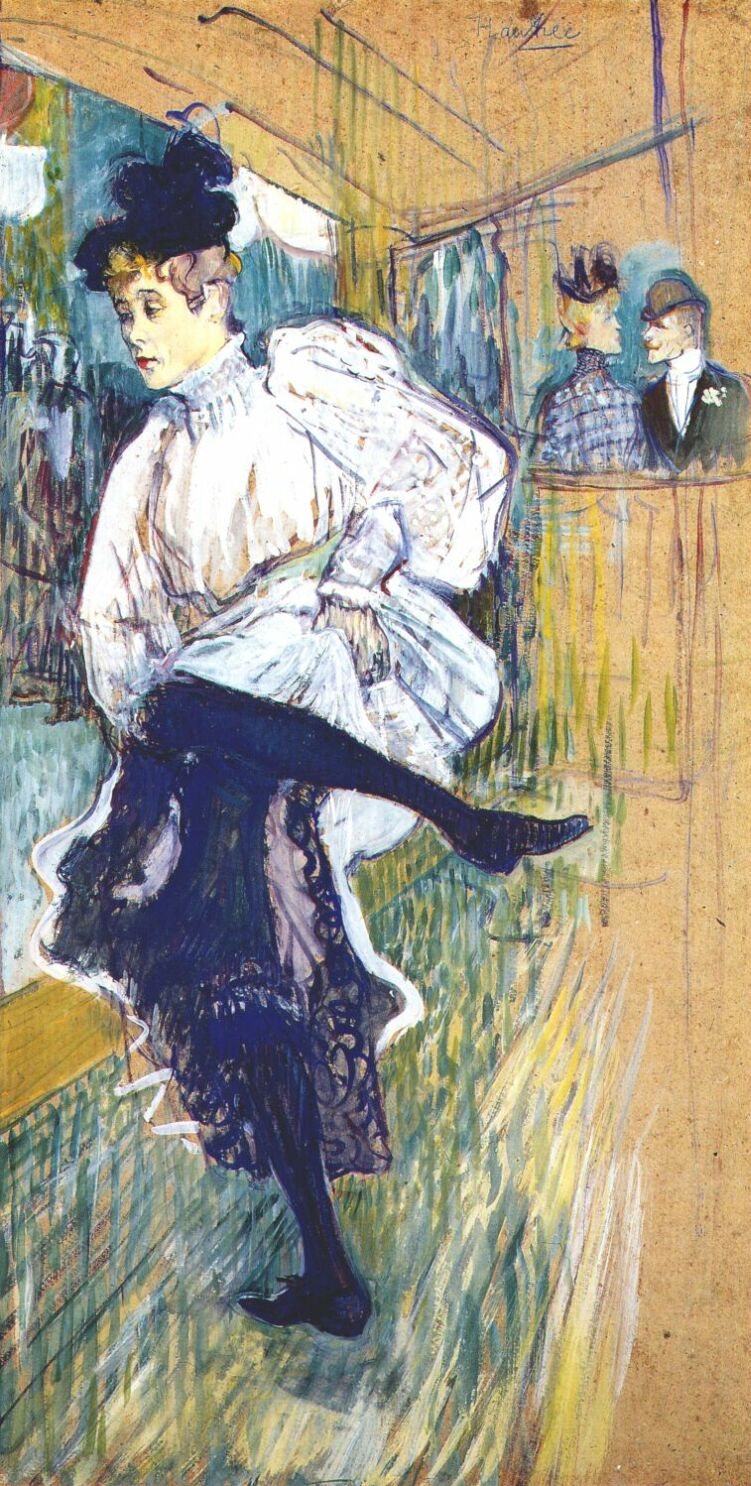
Jane Avril dansant, Toulouse-Lautrec.
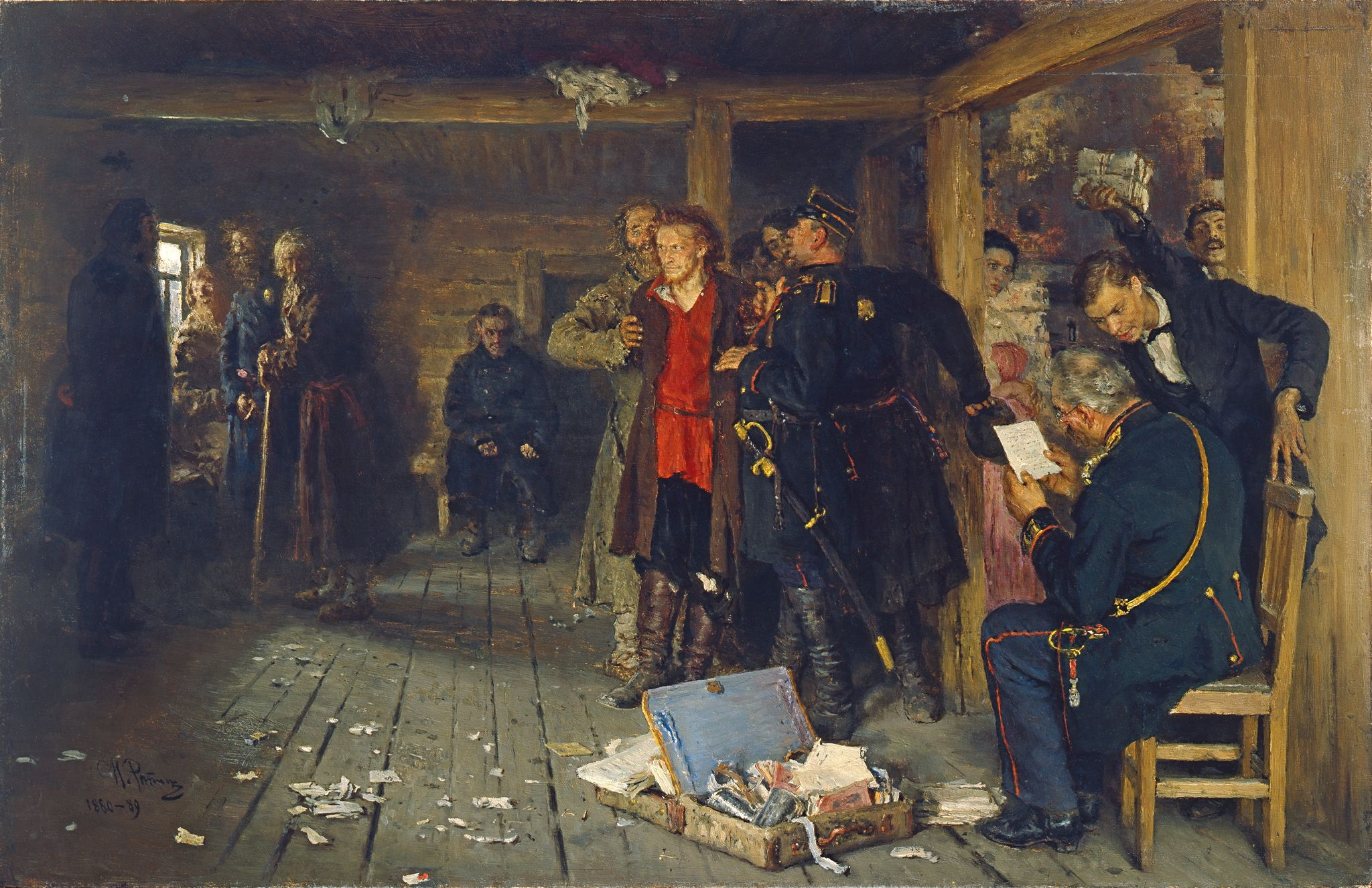
l’Arrestation du propagandiste, Ilia Répine.
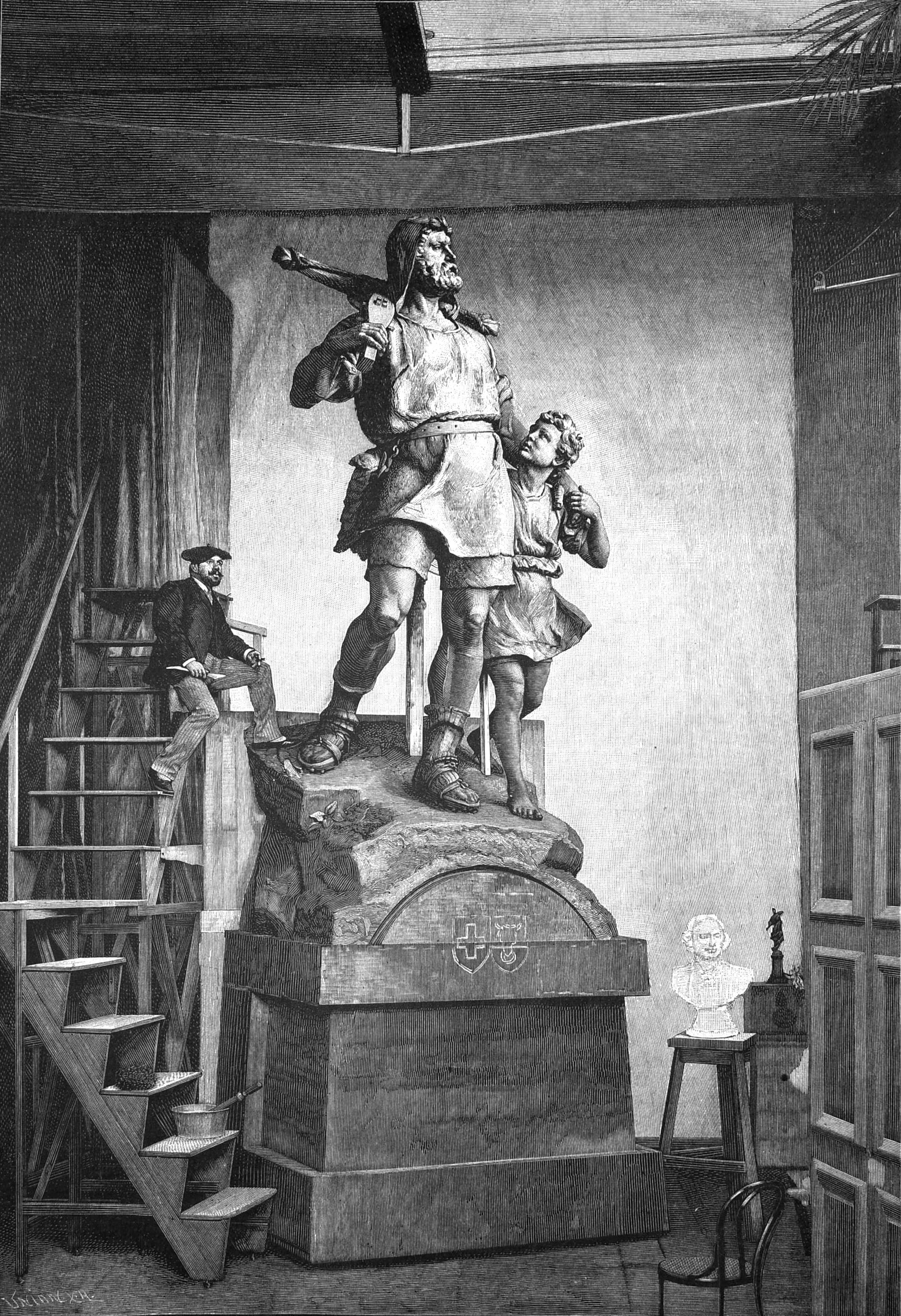
Monument à Guillaume Tell à Altdorf, photo prise dans l'atelier de Richard Kissling.
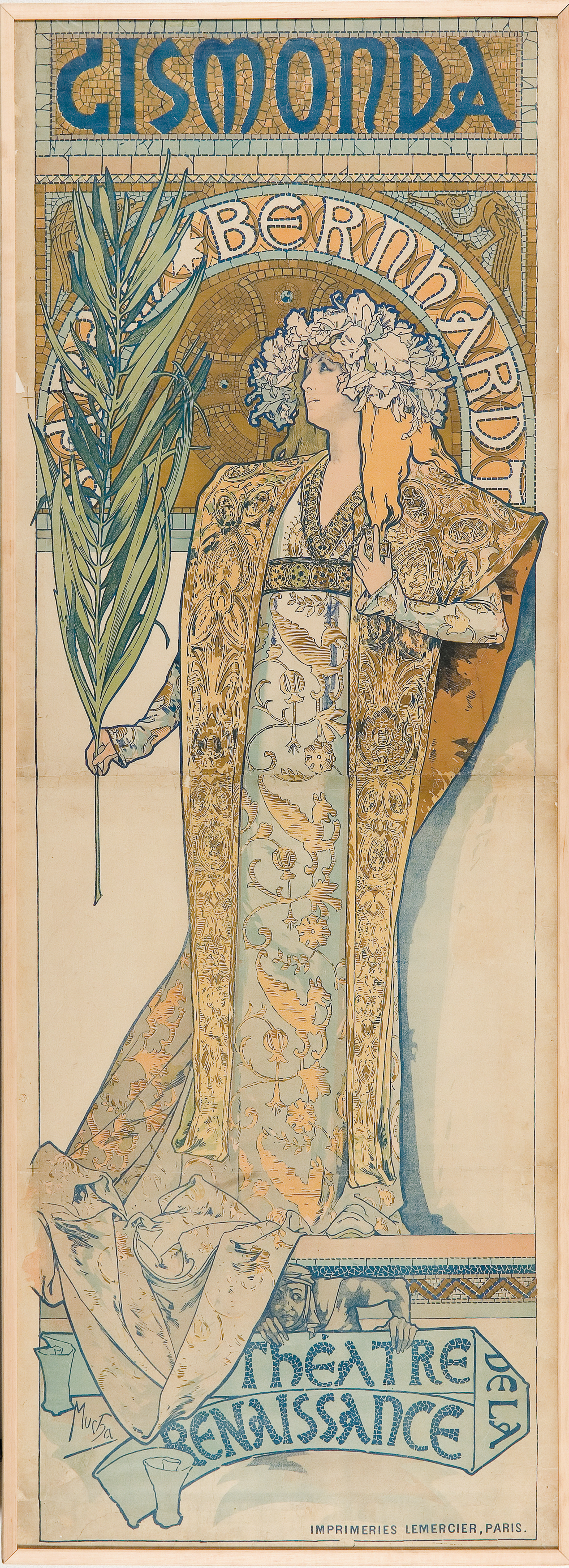
Affiche pour Gismonda, Alfons Mucha
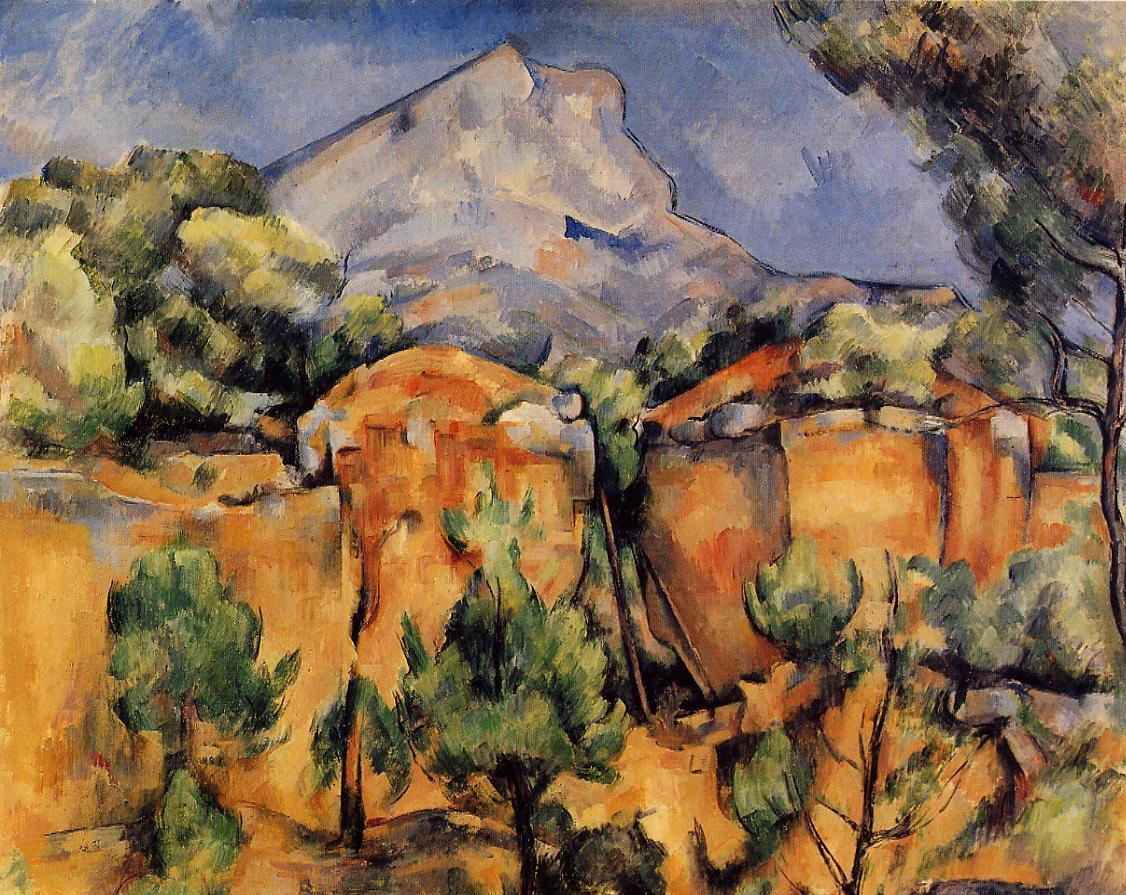
La Montagne Sainte-Victoire vue de la carrière Bibémus, Paul Cézanne.
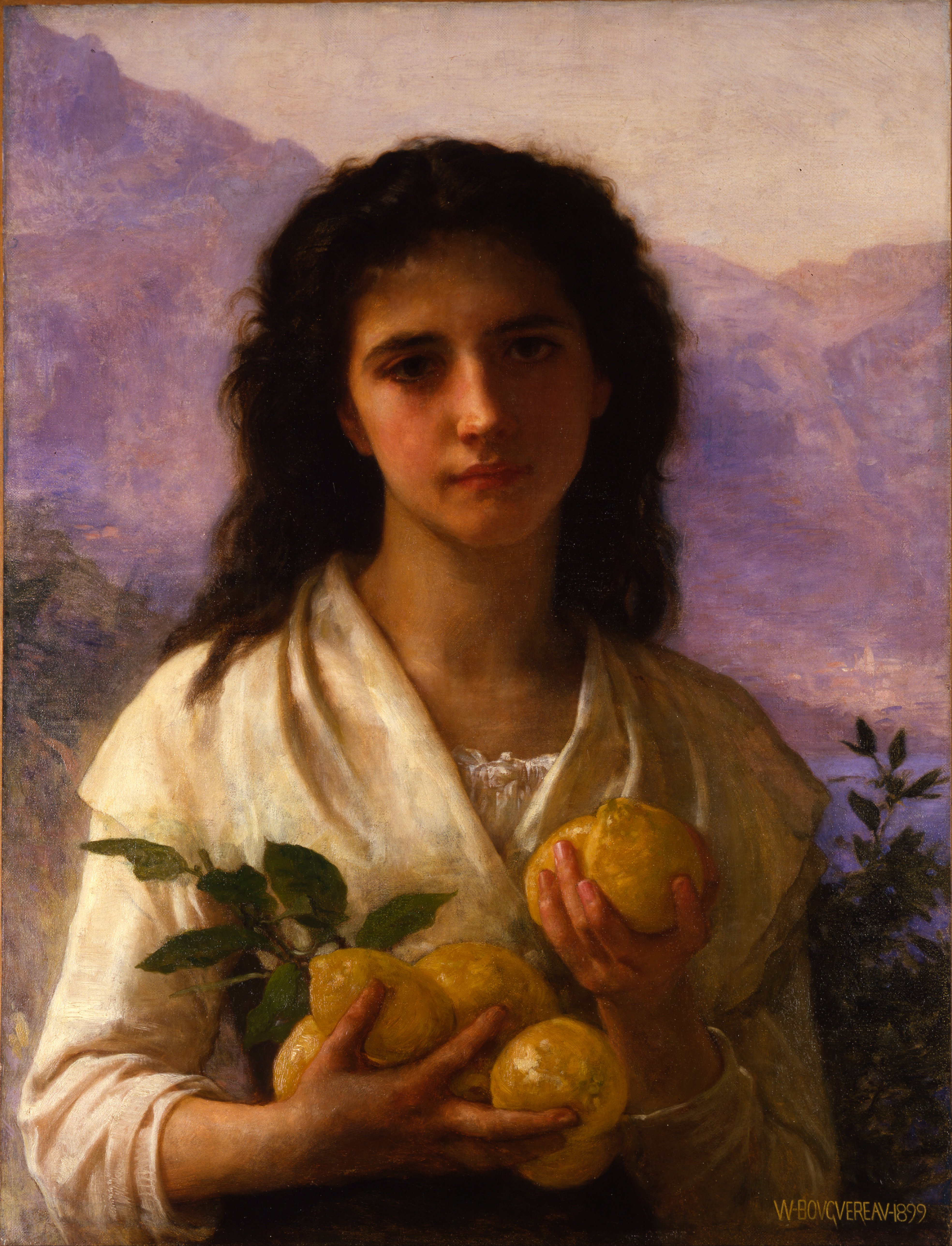
Fille aux citrons, Bouguereau.
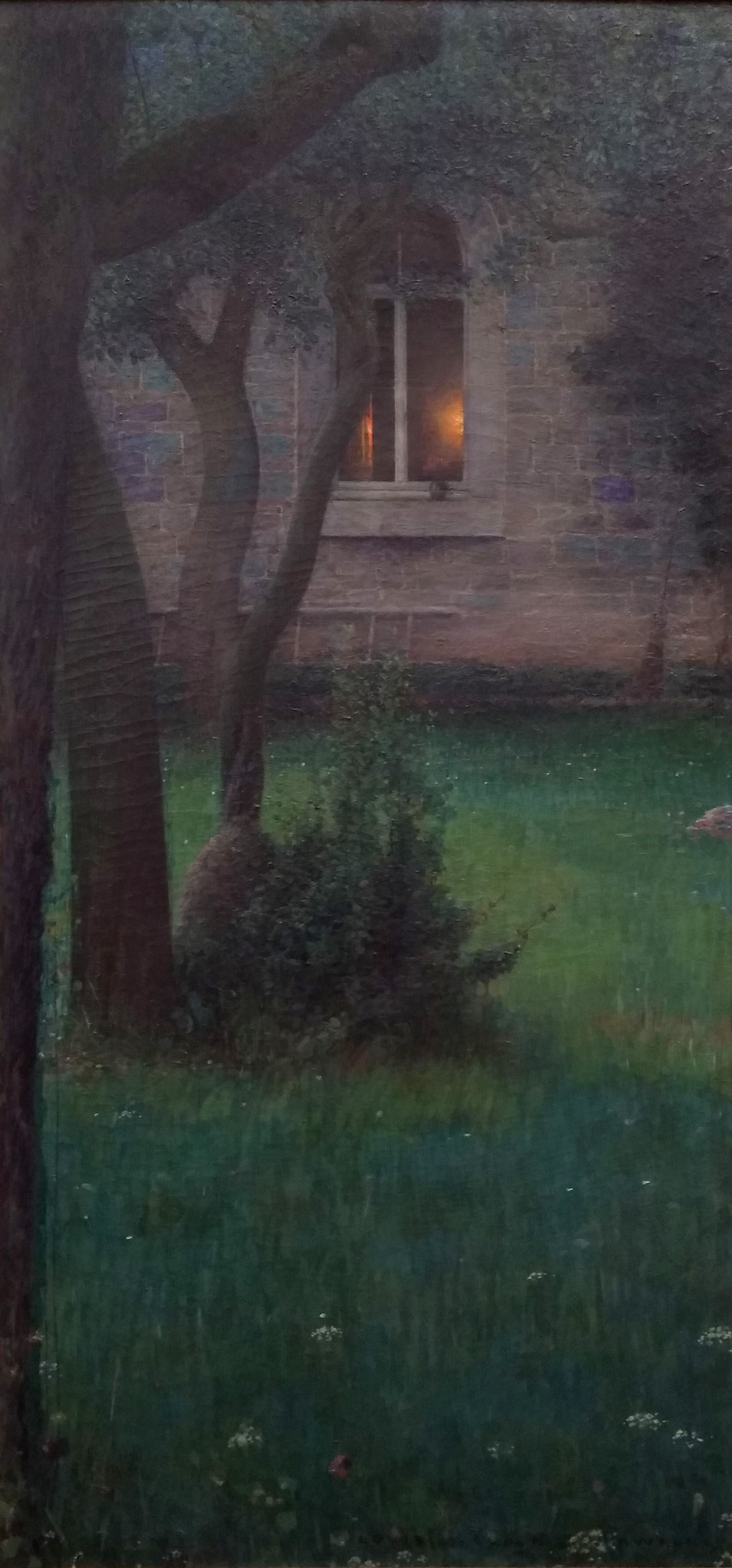
Le Foyer, Louis Welden Hawkins.
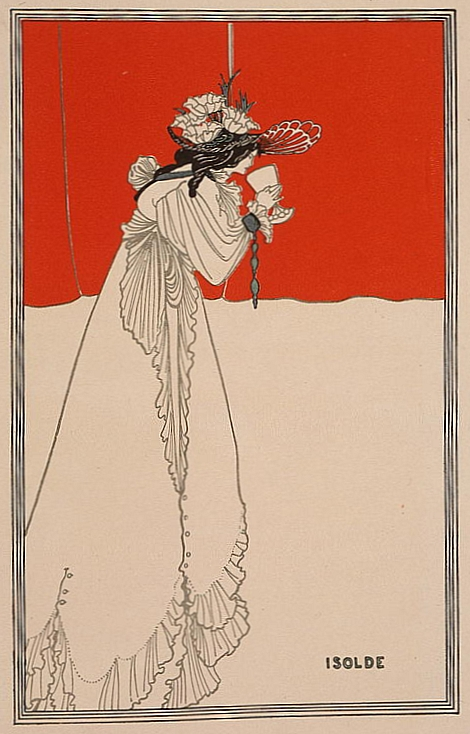
Isolde, Aubrey Beardsley.